# Фрумушика (Ботошань)
Фрумушика (рум. Frumușica) — село у повіті Ботошані в Румунії. Входить до складу комуни Фрумушика.
Село розташоване на відстані 349 км на північ від Бухареста, 29 км на південний схід від Ботошань, 66 км на північний захід від Ясс.

## Населення
За даними перепису населення 2002 року у селі проживали 739 осіб.
Національний склад населення села:
| Національність | Кількість осіб | Відсоток |
| -------------- | -------------- | -------- |
| румуни         | 701            | 94,9%    |
| цигани         | 38             | 5,1%     |

Рідною мовою назвали:
| Мова      | Кількість осіб | Відсоток |
| --------- | -------------- | -------- |
| румунська | 721            | 97,6%    |
| циганська | 18             | 2,4%     |